# 空飛ぶタイヤ
『空飛ぶタイヤ』（そらとぶタイヤ）は、池井戸潤の社会派小説。『月刊J-novel』（実業之日本社）に2005年4月号、2005年6月号から2006年月号まで連載され、2006年9月16日に同社より単行本が、2008年8月1日にはジョイ・ノベルスコレクション版が刊行された。第28回吉川英治文学新人賞、第136回直木三十五賞候補作。
2009年9月に、上下に分冊して講談社文庫版が刊行された。2010年には朝鮮語版が刊行された。2016年1月には実業之日本社文庫版が刊行された。
2009年にWOWOWの『連続ドラマW』でテレビドラマ化された。
2018年に長瀬智也主演で映画化。池井戸にとって初の映画化作品となる。

## 概要
タイヤ脱落事故と大手自動車メーカーのリコール隠しをテーマにした作品。事故を起こした運送会社の社長である主人公が、自社の無実を証明すべく巨大企業の闇に挑む経済小説であり、2002年に発生した三菱自動車製大型トラックの脱輪による死傷事故、三菱自動車によるリコール隠し事件などを物語の下敷きとしている。本作の前にも経済をテーマにした作品を発表してきた池井戸潤だが、「まともに経済小説を書こうと思って書いたのは、これがはじめて」とのこと。
2009年には、WOWOWの連続ドラマW枠でテレビドラマ化された。自動車会社が有力スポンサーの地上波では、作品の性質上、制作は難しいと思われたが、有料放送のWOWOWでは、地上波のようにスポンサーの影響を受けることなく番組制作を行えるため、ドラマ化が実現する運びとなった。
作中で主人公が敵対する巨大企業「ホープ自動車」と同名の自動車会社・ホープ自動車（後に「株式会社ホープ」に改称）がかつて存在したが、一切無関係である。

## あらすじ
父親の後を継ぎ中小運送会社「赤松運送」を経営する赤松徳郎は、ある日、自社のトラック（作中の車名は「ビューティフルドリーマー」だが、赤松は「悪夢を運んできやがった」と述べている）がタイヤ脱落事故を起こし、死傷者を出してしまったことを知る。事故原因を一方的に整備不良とされ、「容疑者」と決め付けられた赤松は、警察からの執拗な追及を受ける。さらには会社も信用を失い、倒産寸前の状態に追い込まれてしまう。
しかし赤松は、事故原因は整備不良ではなく、事故を起こした車両自体に欠陥があったのではないかと考える。自社の無実を信じる赤松は家族や社員たちのために、トラックの製造販売元である大手自動車会社「ホープ自動車」に潜む闇に戦いを挑む。

## 登場人物

### 赤松運送
赤松 徳郎（あかまつ とくろう）
赤松運送の二代目社長。尾崎西小学校PTA会長。大学時代は柔道部。短気だが人の良い性格。ずんぐりとした体格。
自社のトラックがタイヤ脱落事故を起こして死傷者を出す事態となり、整備不良の汚名を着せられる。
宮代 直吉（みやしろ なおきち）
赤松運送 専務。運行管理者兼務。
門田 駿一（かどた しゅんいち）
赤松運送 自動車整備士。入社して3年。
髪は金色メッシュ入りで耳にはピアスをしている。
安友 研介（やすとも けんすけ）
赤松運送に入社して半年の新参運転手。
高嶋 泰典（たかしま やすのり）
赤松運送 ドライバー兼総務課長。
谷山 次郎（たにやま じろう）
定年退職間近の赤松運送 整備課長。整備管理者兼務。

### 赤松家
赤松 史絵（あかまつ ふみえ）
赤松徳郎の妻。
夫の会社のトラックが死傷事故を起こしたことを知り困惑する。
赤松 拓郎（あかまつ たくろう）
赤松徳郎の長男。尾崎西小学校5年生。
死傷事故がきっかけでいじめの標的にされる。
赤松 萌（あかまつ もえ）
赤松徳郎の長女。尾崎西小学校4年生。
赤松 哲郎（あかまつ てつろう）
赤松徳郎の次男。尾崎西小学校2年生。

### 被害者とその家族
柚木 雅史（ゆぎ まさふみ）
被害者の夫。
柚木 妙子（ゆぎ たえこ）
被害者。
柚木 貴史（ゆぎ たかし）
被害者の息子。

### 東京ホープ銀行
巨大企業グループ「ホープグループ」の中核企業の一つである大手銀行。経営不振に陥っているホープ自動車の再建を支援している。
井崎 一亮（いざき かずあき）
東京ホープ銀行 本店営業本部。
週刊潮流記者の榎本崇とは大学時代の友人。
巻田 三郎（まきた さぶろう）
東京ホープ銀行 専務。
濱中 譲二（はまなか じょうじ）
東京ホープ銀行 本店営業本部長。井崎一亮の直属の上司。

### ホープ自動車
ホープグループに属する大手自動車メーカー。元々は東京ホープ銀行、総合電機メーカーの「ホープ電機」と並ぶホープグループの中核企業である「ホープ重工」の一部門であり、劇中での時系列で30年前にホープ重工から独立した。しかし、3年前にリコール隠し問題を起こしてブランドが失墜し、加えて北米市場での無茶な販売戦略の失敗など様々な要因が重なった結果、近年経営不振に陥っている。4輪駆動車の「バロック」や戦略小型車の「ジェット」、大型トラック「ビューティフルドリーマー」を製造販売している。
沢田 悠太（さわだ ゆうた）
ホープ自動車 販売部カスタマー戦略課長。
リコール隠蔽の主導的役割を担う「T会議」の存在を知る。
小牧 重道（こまき しげみち）
ホープ自動車 車両製造部課長。
室井 秀夫（むろい ひでお）
ホープ自動車 品質保証部課長。
杉本 元（すぎもと はじめ）
ホープ自動車 品質保証部。品質保証部ネットワーク管理者兼務。
三浦 成夫（みうら しげお）
ホープ自動車 財務部係長。
狩野 威（かのう たけし）
ホープ自動車 常務取締役。裏でリコール隠しを主導していた。

### その他
榎本 崇（えのもと たかし）
週刊潮流記者。東京ホープ銀行の井崎一亮とは大学時代の友人。
小諸 直文（こもろ なおふみ）
赤松運送 担当弁護士。
児玉 征治（こだま まさはる）
児玉通運社長。
相沢寛久（あいざわ ひろひさ）
大手運送会社 北陸ロジスティックス 総務課長。
中村 桂子（なかむら けいこ）
はるな銀行蒲田支店長。
進藤 治男（しんどう はるお）
はるな銀行蒲田支店 融資課長。
沢田 英里子（さわだ えりこ）
沢田悠太の妻。地域FM放送局 看板パーソナリティ。
高幡 真治（たかはた しんじ）
港北警察署刑事。

## 書籍情報
- 単行本：実業之日本社、2006年9月15日、ISBN 4408534986
- Jノベル・コレクション：実業之日本社、2008年8月1日、ISBN 9784408535357
- 文庫本：講談社文庫、2009年9月15日、上巻 ISBN 9784062764520 / 下巻 ISBN 9784062764537
- 文庫本：実業之日本社文庫、2016年1月15日、ISBN 9784408552729
- 朝鮮語版：이케이도 준 지음 / 민경욱 옮김『하늘을 나는 타이어』（MEDIA2.0 (メディアイチョムヨン,2010年09月01日)、ISBN 9788990739858

オーディオブック化されていて、高川裕也の朗読により、2018年にAudibleからデータ配信された。

## 漫画
『BE・LOVE』（講談社）2017年24号〜2018年3号・5〜9号・12号にかけて、大谷紀子の作画で漫画化された。
- 大谷紀子（漫画）・池井戸潤（原作）『空飛ぶタイヤ』講談社 〈BE LOVE KC〉全2巻

1. 上　2018年5月11日発売、ISBN 978-4-06-511650-0
2. 下　2018年6月13日発売、ISBN 978-4-06-512255-6

## テレビドラマ
2009年3月29日から4月26日まで毎週日曜日22時 - 23時に、WOWOWの連続ドラマWで放送された。主演は仲村トオル。放送時間60分（初回のみ70分）、全5話。有料放送ではあるものの、初回のみ本放送・再放送共に無料で放送された。連続ドラマW枠での放送作品としては、『パンドラ』、『プリズナー』に引き続き第3作目となる。
2002年の三菱自動車工業（三菱ふそうトラック・バス）製大型トラックの脱輪による死傷事故、三菱自動車によるリコール隠しなどを物語の下敷きとしている。
2009年、平成21年日本民間放送連盟賞において番組部門テレビドラマ番組最優秀賞、東京ドラマアウォード2009において連続ドラマ部門優秀賞、第26回ATP賞テレビグランプリ2009においてグランプリおよびドラマ部門最優秀賞を受賞した。

### キャスト（テレビドラマ）

#### 赤松運送（テレビドラマ）
- 赤松徳郎（社長） - 仲村トオル
- 門田駿一（整備士） - 柄本佑
- 高島泰典（トラック運転手） - 大西武志
- 小諸直文（担当弁護士） - 長谷川朝晴
- 宮代直吉（専務） - 大杉漣

#### 赤松家（テレビドラマ）
- 赤松史絵（赤松の妻） - 戸田菜穂
- 赤松拓郎（赤松の息子） - 小清水一揮

#### ホープ自動車（テレビドラマ）
- 沢田悠太（カスタマー戦略課長） - 田辺誠一
- 小牧重道（車両製造部課長） - 袴田吉彦
- 室井秀夫（品質保証部課長） - 相島一之
- 杉本恭子（品質保証部） - 尾野真千子
- 富田（顧問弁護士） - 井田國彦
- 狩野威（常務） - 國村隼

#### ホープ銀行（テレビドラマ）
- 井崎一亮（調査役） - 萩原聖人
- 巻田三郎（専務） - 西岡徳馬

#### 被害者とその家族（テレビドラマ）
- 柚木雅史（被害者の夫） - 甲本雅裕
- 柚木妙子（被害者） - 山口もえ
- 柚木貴史（被害者の息子） - 佐藤詩音

#### その他（テレビドラマ）
- 榎本貴和子（週刊潮流記者） - 水野美紀
- 高幡真治（新港北署刑事） - 遠藤憲一
- 門田千夏（門田の妻） - 大塚千弘
- 沢田英里子（沢田の妻） - 本上まなみ
- 佐々木香織（狩野の姪） - ミムラ
- 児玉征治（児玉通運社長） - 斎藤洋介
- 中村桂子（はるな銀行朝陽ヶ丘支店 支店長） - 大島蓉子

### スタッフ
- 原作：池井戸潤『空飛ぶタイヤ』（実業之日本社刊）
- 監督：麻生学、鈴木浩介
- 脚本：前川洋一
- 主題歌：ホリー・コール「テネシー・ワルツ」
- プロデューサー：青木泰憲、土橋覚
- 助監督：加藤伸一
- 音楽：佐藤直紀
- 編集：石川浩通
- 制作協力：東阪企画
- 製作著作：WOWOW

### 放送日程
| 放送回 | 放送日  | 監督     |
| ------ | ------- | -------- |
| 第1回  | 3月29日 | 麻生学   |
| 第2回  | 4月5日  | 麻生学   |
| 第3回  | 4月12日 | 鈴木浩介 |
| 第4回  | 4月19日 | 鈴木浩介 |
| 最終回 | 4月26日 | 麻生学   |

- 初回拡大版スペシャル（10分拡大）

### ソフト化
CD
- 連続ドラマW「空飛ぶタイヤ」オリジナル・サウンドトラック（2009年4月22日発売、発売元：ユニバーサル シグマ、UMCK-1307）

DVD
- 空飛ぶタイヤ DVD-BOX（2009年10月23日発売、発売元：ソニー・ピクチャーズ エンタテインメント、BP-503）
- 空飛ぶタイヤ ソフトシェル DVD ボックス（2010年10月27日発売、発売元：ソニー・ピクチャーズ エンタテインメント、BP-556）

| WOWOW 連続ドラマW枠                      | WOWOW 連続ドラマW枠                      | WOWOW 連続ドラマW枠                            |
| 前番組                                   | 番組名                                   | 次番組                                         |
| ---------------------------------------- | ---------------------------------------- | ---------------------------------------------- |
| プリズナー （2008年11月16日 - 12月14日） | 空飛ぶタイヤ （2009年3月29日 - 4月26日） | ママは昔パパだった （2009年8月23日 - 9月27日） |

## 映画
2018年6月15日公開。主演は長瀬智也。

### キャスト (映画)

#### 赤松運送 (映画)
- 赤松徳郎（社長）: 長瀬智也
- 門田駿一（整備課）: 阿部顕嵐（Love-tune/ジャニーズJr.）
- 安友研介（トラック運転手）: 毎熊克哉
- 谷山耕次（整備課長）: 六角精児
- 高嶋靖志（営業課長）: 大倉孝二
- 宮代直吉（専務）: 笹野高史

#### 赤松家 (映画)
- 赤松史絵（赤松の妻）: 深田恭子
- 赤松拓郎（赤松の息子）: 高村佳偉人

#### ホープ自動車 (映画)
- 沢田悠太（販売部カスタマー戦略課 課長→商品開発部）: ディーン・フジオカ
- 小牧重道（車両製造部）: ムロツヨシ
- 杉本元（品質保証部）: 中村蒼
- 北村信彦（販売部カスタマー戦略課）: 矢野聖人
- 加藤宏芳（技術開発研究所）: 岡山天音
- 室井秀夫（品質証部 課長）: 和田聰宏
- 野坂康樹（販売部 部長代理）: 村杉蝉之介
- 浜崎紀之（人事課）: 斎藤歩
- 岡田俊樹（商品開発部）: 中林大樹
- 真鍋敏彰（商品開発部 部長代理）: 矢島健一
- 長岡隆光（販売部カスタマー戦略課 課長、沢田の後任）: 近藤公園
- 三浦成夫（財務部）: 井上肇
- 柏原博章（品質保証部 部長）: 木下ほうか
- 狩野威（常務）: 岸部一徳

#### ホープ銀行 (映画)
- 井崎一亮（本店営業部）: 高橋一生
- 小茂田鎮（自由が丘支店 課長代理、赤松運送担当）: 渡辺大
- 濱中譲二（本店営業部 部長）: 津田寛治
- 紀本孝道（本店営業部次長）: 小久保丈二
- 巻田三郎（本店専務）: 升毅
- 東郷直弼（頭取）: 津嘉山正種

#### 被害者とその家族 (映画)
- 柚木雅史（被害者の夫）: 浅利陽介
- 柚木妙子（被害者）: 谷村美月
- 柚木貴史（被害者の息子）:齋藤絢永

#### その他 (映画)
- 高幡真治（港北中央署交通捜査課）: 寺脇康文
- 榎本優子（週刊潮流記者、井崎の大学時代の友人）: 小池栄子
- 平本克幸（相模精密加工 配送担当、赤松運送の取引先）: 田口浩正
- 益田順吉（ホープ自動車販売）: 木下隆行
- 嶋本義裕（嶋本運送）: 木本武宏
- 高森将仁（高森運送）: 加藤満
- 進藤治男（はるな銀行蒲田支店 融資課長）: 筒井巧
- 多鹿路雄（港北中央署刑事）: 高川裕也
- 門田の恋人: 池上紗理依
- 野村征治（野村陸運 社長、車輪脱落事故発生業者）: 柄本明
- 相沢寛久（富山ロジスティックス 元整備課長、車輪脱落事故発生業者）: 佐々木蔵之介

### スタッフ (映画)
- 原作 - 池井戸潤「空飛ぶタイヤ」（講談社文庫 / 実業之日本社文庫）
- 監督 - 本木克英[13]
- 脚本 - 林民夫
- 音楽 - 安川午朗
- 主題歌 - サザンオールスターズ「闘う戦士たちへ愛を込めて」（タイシタレーベル / スピードスターレコーズ）[14]
- 製作総指揮 - 大角正
- エグゼクティブプロデューサー - 吉田繁暁
- プロデューサー - 矢島孝[13]、石田聡子
- 撮影 - 藤澤順一
- 照明 - 長田達也
- 美術 - 西村貴志
- 録音 - 栗原和弘
- 編集 - 川瀬功
- 装飾 - 湯澤幸夫
- スクリプター - 小関ひろみ
- 助監督 - 向井澄
- 音楽プロデューサー - 高石真美
- 宣伝プロデューサー - 松浦由里子
- 製作担当 - 米田伸夫
- プロダクションマネージャー - 小松次郎
- ラインプロデューサー - 山田彰久
- 制作プロダクション - 松竹撮影所
- 制作協力 - 松竹映像センター
- 企画・配給 - 松竹
- 製作 - 「空飛ぶタイヤ」製作委員会（松竹、木下グループ、日活、ジェイ・ストーム、講談社、朝日新聞社、実業之日本社、GYAO、オフィスIKEIDO、コロナワールド、イオンエンターテイメント）

### ソフト化 (映画)
CD
- 「空飛ぶタイヤ」オリジナル・サウンドトラック（2018年6月13日発売、発売元：SHOCHIKU RECORDS、SOST-1028）

DVD
- 空飛ぶタイヤ 豪華版(初回限定生産)（2019年1月9日発売、発売元：松竹ホームビデオ、DASH-0019）
- 空飛ぶタイヤ（2019年1月9日発売、発売元：松竹ホームビデオ、DASH-0020）

Blu-ray
- 空飛ぶタイヤ 豪華版(初回限定生産)（2019年1月9日発売、発売元：松竹ホームビデオ、SHBR-0517）
- 空飛ぶタイヤ（2019年1月9日発売、発売元：松竹ホームビデオ、SHBR-0518）

### 受賞歴
- 第42回日本アカデミー賞[15]
  - 優秀作品賞『空飛ぶタイヤ』
  - 優秀助演男優賞 - ディーン・フジオカ
  - 優秀助演女優賞 - 深田恭子
  - 優秀監督賞 - 本木克英
  - 優秀脚本賞 - 林民夫
  - 優秀音楽賞 - 安川午朗
  - 優秀美術賞 - 西村貴志
  - 優秀録音賞 - 栗原和弘
  - 優秀編集賞 - 川瀬功